# Josep Juli menor
Josep Juli menor   ( - 1719), dit menor per a diferenciar-lo del seu pare de nom homònim, va ser un mestre de cases català que va treballar a les darreres dècades del segle xviii amb el seu germà Benet.

## Biografia
Fill de Josep Juli i de la seva muller Maria Victòria. Va ser mestre de cases del bisbe o del capítol de la Catedral de Barcelona des d'abans de 1714 fins a la seva mort l'any 1719, i va ser succeït en el càrrec pel seu fill Josep Juli i Vinyals. Entre les obres que va dur a terme, destaquen la contractació amb el seu germà Benet la remodelació de la capella de l'Hospital de la Santa Creu de Barcelona l'any 1687, la col·laboració entre ambdós germans en la construcció fortalesa de Montjuïc el 1694, i la construcció de l'arsenal de la fortalesa de la Ciutadella de Barcelona amb altres mestres d'obra de l'època.